# Gandia
Gandia (in spagnolo: Gandía) è un comune spagnolo di 75 514 abitanti situato nella comunità autonoma Valenciana, in provincia di Valencia.

## Geografia fisica
Gandia è situata nel cuore della comunità della Safor, nella regione di Valencia. Situata a 65 km a sud di Valencia e a 116 km a nord di Alicante. Gandia beneficia di una ubicazione privilegiata, tra il mare e le montagne, nelle vicinanze inoltre si trovano a 7 km Playa de Gandía; a 20 km Dénia località balneare a 75 km Benidorm, la più importante località balneare della Costa Blanca.

## Storia
Nel suo ambiente si respira una ricca eredità storica impregnata nei suoi monumenti e nello spirito della sua gente. Divenne importante a partire dal 1485 quando il re Ferdinando il Cattolico la cedette alla famiglia dei Borja (in italiano Borgia) e fu capitale di un ducato.

## Monumenti e luoghi d'interesse
Fra i monumenti interessanti da ricordare c'è il Palacio del Santo Duque dei secoli XV-XVIII, così chiamato perché vi nacque san Francesco Borgia (1510-1572) che fu generale dell'Ordine dei Gesuiti. Il grande palazzo di proprietà dei Gesuiti ospita, negli appartamenti dei Borgia, un santuario e un museo. Altri monumenti degni di nota sono la Colegiata de Santa María, in stile gotico costruita nei secoli XIV-XVI, il Convento de Santa Clara, l'Ermita de Santa Ana, Il Museo Arqueológico Municipal che conserva oggetti di archeologia regionale.
- Monastero di San Girolamo di Cotalba

## Cultura

### Televisione
A Gandia è ambientato il reality show spagnolo Gandía Shore, in onda su MTV.

### Eventi
- Fallas, dal 16 al 19 marzo;
- Notte di San Juan, 24 giugno;
- Festa in onore della Madonna del Carmine (Virgen del Carmen), 16 luglio;
- Festival di Musica Classica, in luglio e agosto;
- Fiera e feste in onore di san Francesco Borgia, dal 29 settembre al 3 ottobre;
- Celebrazioni della Settimana Santa (Semana Santa), dichiarate d'interesse turistico nazionale.

## Amministrazione

### Gemellaggi
Gandía è gemellata con:
- Laval[2]
- Fano

## Economia
La sua economia si basa sulla coltivazione e lavorazione della frutta, in particolare degli agrumi, e sul turismo balneare e degli sport acquatici praticabili nel sobborgo di Grao.